# Ngoyla
Ngoyla est une commune du Cameroun située dans la région de l'Est et le département du Haut-Nyong.

## Population
Lors du recensement de 2005, la commune comptait 4 424 habitants, dont 1 271 pour Ngoyla proprement dit.

## Structure administrative de la commune
Outre Ngoyla proprement dit, la commune comprend les localités suivantes :
- Adjela
- Assoumendélé I
- Bareko
- Djadom
- Doumzok
- Eta
- Etekessang
- Lamsom
- Lelen Nouveau
- Mabam
- Makemenkouma
- Maletsene
- Mbalam
- Messok-Messok
- Nkolakaye II
- Nkondong I
- Nkondong II
- Yanebot Bel-Air
- Yanebot Belle-Vue
- Zoulabot I